# Componeerhuisje van Gustav Mahler (Attersee)
Het componeerhuisje van Gustav Mahler (Duits: Gustav Mahler-Komponierhäuschen) is een klein museum in Steinbach aan de Attersee in Opper-Oostenrijk. Het is gewijd aan de componist Gustav Mahler (1860-1911). In dit huisje trok hij zich van 1893 tot 1896 terug om te componeren.
Er zijn meer vroegere componeerhuisjes van hem waaronder het huisje aan de Attersee dat hij later gebruikte en het huisje bij het Trenkenhof.

## Collectie

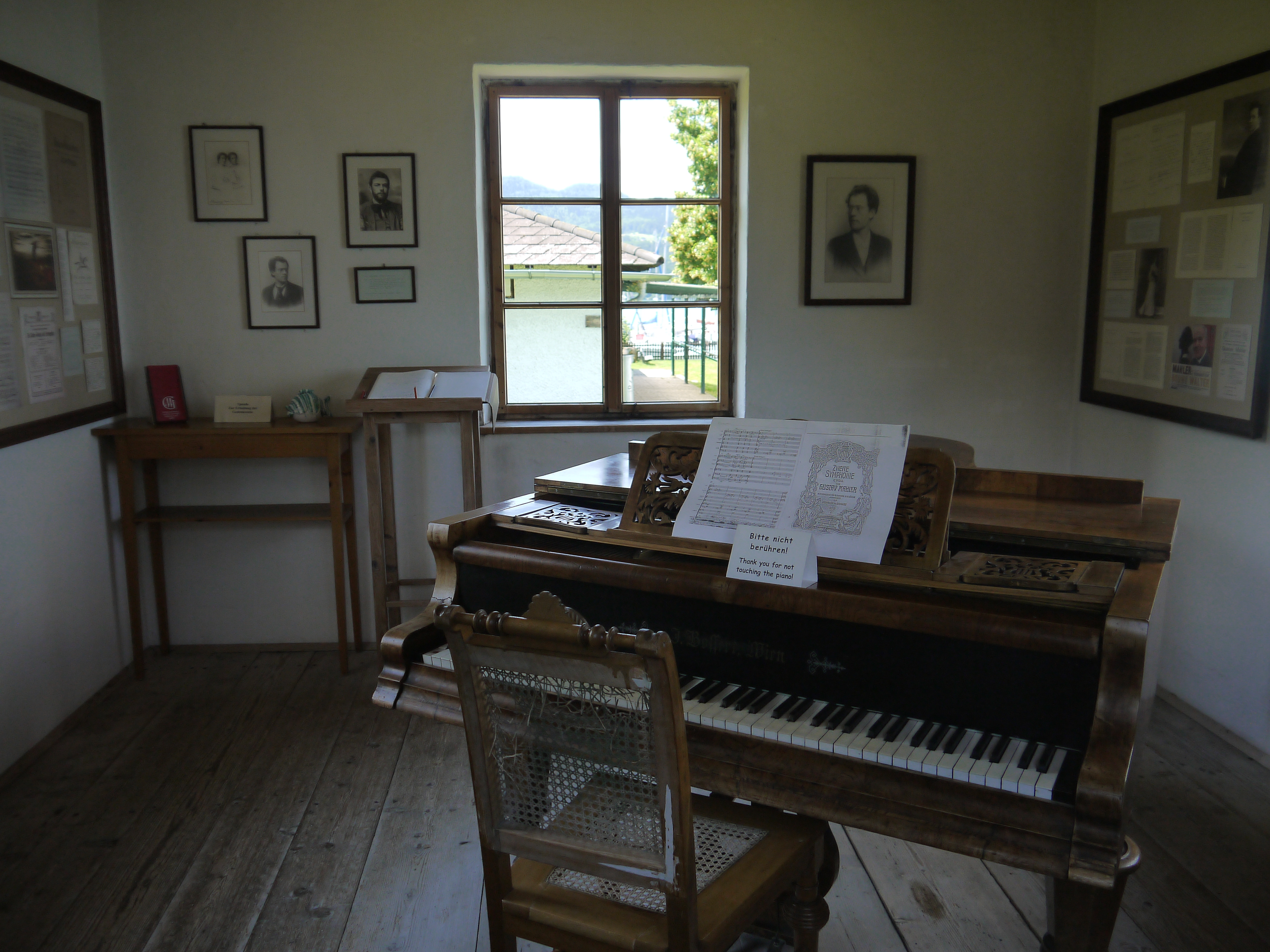
Mahlers piano

De collectie bestaat uit een piano die van Mahler zelf is geweest. Daarnaast zijn er allerlei foto's, notenschriften en originele documenten te zien. Het huisje staat naast een hotel en is het gehele jaar te bezichtigen.

## Geschiedenis
Mahler was in deze tijd kapelmeester in het stadstheater van Hamburg en verbleef hier in de zomermaanden van 1893 tot 1896. Hij componeerde hier delen van zijn tweede en derde symfonie.
Na zijn vertrek kreeg het huisje allerlei bestemmingen, zoals als waskeuken, slachthuis en een tijd als toiletruimte van een camping. In 1985 kreeg het zijn huidige bestemming als klein museum ter herinnering aan Mahler. Het werd ingericht door internationale Gustav Mahler-vereniging en de familie Föttinger die het nabijgelegen hotel exploiteert. Het is het hele jaar te bezichtigen.